# Вон Шіпер
Вон Шіпе́р або Чі́пер на англомовний манер (фр. Vaughn Chipeur; нар. [21 грудня]] 1984, Ллойдмінстер, Канада) — канадський фігурист, що виступає в одиночному чоловічому катанні; срібний медаліст Чемпіонату Канади з фігурного катання 2009 і 2010 років, учасник найпрестижніших міжнародних змагань сезону 2008/2009 — Чемпіонату Чотирьох Континентів з фігурного катання 2009 року (6-те місце) і Чемпіонату світу з фігурного катання 2009 року (12-те місце), XXI Зимової Олімпіади (23-тє місце).

## Кар'єра

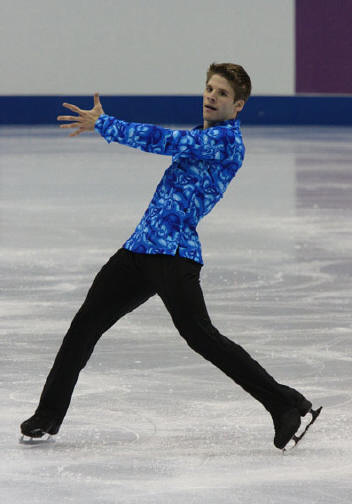
Вон Шіпер на Чемпіонаті Канади з фігурного катання 2009

Вон Шіпер народився в канадському місті Ллойдмінстері. Фігурним катанням почав займатися, коли йому виповнилося 9 років, і спочатку брав участь у місцевих змаганнях, потім виграв срібло Національної першості Канади з фігурного катання серед новачків (на дитячому рівні), а згодом двічі ставав «бронзовим» на Чемпіонаті Канади в юніорській категорії.
У сезоні 2004/2005 В.Шіпер перейшов на дорослий рівень, і в 2006 році виграв свою першу медаль на міжнародному змаганні — срібло на турнірі «Nebelhorn Trophy»-2006. Завдяки цьому отримав запрошення виступити на Чемпіонаті Канади з фігурного катання 2006 року, де посів 7-ме місце. В сезоні 2007/2008 Шіперу вдалося стати 5-м на турнірі «Skate Canada International»-2007. Він також зайняв 11-те місце на турнірі «NHK Trophy»-2007, а на Національній першості Канади з фігурного катання 2007 року став 4-м, що дало йому право виступити на першому в його кар'єрі Чемпіонаті Чотирьох Континентів 2008 року, де фігурист посів 7-ме місце.
У сезоні 2008/2009 Вон Шіпер вперше став призером Чемпіонату Канади з фігурного катання 2008 року і відібрався на найпрестижніші міжнародні змагання сезону — на Чемпіонаті Чотирьох Континентів 2009 року став 6-м, а на Чемпіонаті світу з фігурного катання зайняв 12-те місце.
У сезоні 2009/2010 Вон узяв участь у єдиному етапі серії Гран-Прі — «Trophee Eric Bompard», де був 12-м, на Національній першості Канади 2010 року з фігурного катання повторив своє торішнє досягнення — срібна медаль, хоча розрив у балах із чемпіоном Канади з фігурного катання 2010 року Патріком Ченом склав понад 40 балів. У лютому 2010 року в складі Олімпійської Збірної Канади Вон Шіпер узяв участь у олімпійському турнірі фігуристів-одиночників на «домашній» Ванкуверській XXI Зимовій Олімпіаді — після невдалого прокату короткої програми ледве кваліфікувався у довільну останньому 24-му місці, але навіть відносний успіх у довільній (21-й результат) не дозволив йому посісти місце вище остаточної 23-ї позиції.

## Спортивні досягнення

### після 2006 року
| Змагання / Сезони                                   | 2006/2007 | 2007/2008 | 2008/2009 | 2009/2010 |
| --------------------------------------------------- | --------- | --------- | --------- | --------- |
| Зимові Олімпійські ігри                             |           |           |           | 23        |
| Чемпіонати світу з фігурного катання                |           |           | 12        |           |
| Чемпіонати Чотирьох Континентів з фігурного катання |           | 7         | 6         |           |
| Чемпіонати Канади з фігурного катання               | 7         | 4         | 2         | 2         |
| Етапи Гран-Прі: «Trophee Eric Bompard»              |           |           |           | 12        |
| Етапи Гран-Прі: «Cup of Russia»                     |           |           | 12        |           |
| Етапи Гран-Прі: «Cup of China»                      |           |           | 5         |           |
| Етапи Гран-Прі: «Skate Canada International»        | 7         | 5         |           |           |
| Етапи Гран-Прі: «NHK Trophy»                        |           | 11        |           | 11        |
| Турніри «Nebelhorn Trophy»                          | 3         | 6         |           |           |

### До 2006 року
| Змагання / Сезони                     | 2001/2002 | 2002/2003 | 2003/2004 | 2004/2005 | 2005/2006 |
| ------------------------------------- | --------- | --------- | --------- | --------- | --------- |
| Чемпіонати Канади з фігурного катання | 2 J.      |           |           | 11        | 16        |
| Турніри «Triglav Trophy»              |           |           | 3         |           |           |
| Етапи юніорського Гран-Прі, Польща    |           |           | 7         |           |           |
| Етапи юніорського Гран-Прі, Мексика   |           |           | 4         |           |           |
| Етапи юніорського Гран-Прі, Німеччина |           | 7         |           |           |           |

- J = Юніорський рівень.